# Хубаев, Тамерлан Алиевич
Тамерлан Алиевич Хубаев (род. 25 апреля 1998, Москва) — российский регбист, играющий на позиции хукера в команде «Локомотив-Пенза». Является Мастером спорта России.

## Биография
Регби начал заниматься в 2006 году в РК «Динамо». Будучи студентом играл за команду МАИ. В 2016 году попал в дубль «Слава». В составе дубля в 2019 году стал чемпионом Москвы по регби. Летом 2019 года попал в скандальную историю, подравшись с регбистами Сборной Дагестана на чемпионате по пляжному регби. В результате игроки получили полугодовую дисквалификацию.
Перед сезоном 2020 года провел с основным составом полноценную предсезонку, где стал наигрываться на позиции хукера (в молодежке играл фланкером). Дебютировал в матче 1 тура против «Красного яра», выйдя на замену на 74 минуте матча . В дебютном сезоне провёл 9 игр, набрал 15 очков.

## Карьера в сборной
В декабре был приглашён в сборную клубов на товарищеский матч против сборной России.
В январе 2022 вызван в Сборную России по регби.

## Статистика
Актуально на 03.02.2021. Еврокубки считаются по календарному году.